# Атвотер (Саскачеван)
Атвотер (англ. Atwater) — село в канадській провінції Саскачеван за 45 км на південний схід від м. Мелвілл. 

## Клімат
Село знаходиться у зоні, котра характеризується вологим континентальним кліматом з теплим літом. Найтепліший місяць — липень із середньою температурою 18.3 °C (64.9 °F). Найхолодніший місяць — січень, із середньою температурою -15.8 °С (3.5 °F).
| Клімат Атвотера         | Клімат Атвотера | Клімат Атвотера | Клімат Атвотера | Клімат Атвотера | Клімат Атвотера | Клімат Атвотера | Клімат Атвотера | Клімат Атвотера | Клімат Атвотера | Клімат Атвотера | Клімат Атвотера | Клімат Атвотера | Клімат Атвотера |
| Показник                | Січ.            | Лют.            | Бер.            | Квіт.           | Трав.           | Черв.           | Лип.            | Серп.           | Вер.            | Жовт.           | Лист.           | Груд.           | Рік             |
| Абсолютний максимум, °C | 7               | 11,5            | 21,5            | 31              | 38              | 37              | 38,5            | 37              | 35              | 33              | 20              | 14              | 38,5            |
| Середній максимум, °C   | −10,9           | −7,6            | −0,9            | 10              | 17,5            | 22              | 25              | 24,5            | 18,3            | 10              | −1,4            | −8,7            | 8,2             |
| Середня температура, °C | −15,8           | −12,6           | −6              | 3,9             | 10,8            | 15,6            | 18,3            | 17,4            | 11,5            | 4,2             | −5,8            | −13,3           | 2,3             |
| Середній мінімум, °C    | −20,8           | −17,6           | −11,1           | −2,3            | 4               | 9,2             | 11,5            | 10,2            | 4,7             | −1,6            | −10,2           | −17,9           | −3,5            |
| Абсолютний мінімум, °C  | −42             | −42             | −39             | −27             | −16,5           | −3              | −0,5            | −3,5            | −8              | −22             | −37             | −43             | −43             |
| Норма опадів, мм        | 18              | 13              | 20.5            | 22.8            | 57.5            | 81.5            | 70.9            | 57.2            | 44.6            | 23.5            | 18.5            | 21.9            | 449.9           |
| Днів з дощем            | 0,1             | 0               | 1,1             | 2,9             | 9,2             | 11,8            | 9,6             | 8,5             | 7,9             | 4               | 0,7             | 0,2             | 56,1            |
| Днів зі снігом          | 6,4             | 4,1             | 4,7             | 2,3             | 0,7             | 0               | 0               | 0               | 0,4             | 2               | 4,7             | 6,1             | 31,3            |
| ----------------------- | --------------- | --------------- | --------------- | --------------- | --------------- | --------------- | --------------- | --------------- | --------------- | --------------- | --------------- | --------------- | --------------- |
| Джерело: Weatherbase    |                 |                 |                 |                 |                 |                 |                 |                 |                 |                 |                 |                 |                 |

## Лютеранська церква Християнія
Лютеранська церква — це муніципальна спадщина, розташована в селі Атвотер. Типова для лютеранських церков того періоду — церкві властиві елементи стилю «Готичного відродження», що видно по центральній дзвіниці, увінчаній 8-кутним дзвоновим шпилем, заокругленим вікнами та високим вертикальним пропорціям. Ці елементи створюють відмінність церкви від навколишніх житлових та комерційних об'єктів.
Лютеранська громада Християнія була сформована в 1906 році та зросла після розширення міста. У 1920 році теперішня будівля була завершена на фундаменті більш ранньої структури, яка була зруйнована торнадо. Церква була духовним домом місцевих лютеранів до початку 1980-х років, коли регулярні служби закінчилися. Проте поховання та весілля тривали ще роки в церкві. Нині церква виступає як знакова пам'ятка, яка нагадує мешканцям про наполегливість і благочестя першопрохідців області.

## Населення

### Чисельність
| 2001 | 2006 | 2011 | 2016 |
| ---- | ---- | ---- | ---- |
| 25   | 30   | 31   | 30   |